# Выбор России (избирательный блок)
Вы́бор Росси́и — избирательный блок праволиберальных партий на выборах в Государственную Думу I созыва.

## Подготовка
Весной 1993 года, после апрельского референдума, ряд известных российских политических и общественных деятелей — сторонников реформ, в том числе А. Яковлев, С. Филатов, Е. Гайдар, С. Ковалёв, Б. Фёдоров, Б. Золотухин , А. Козырев, А. Чубайс, П. Филиппов, А. Макаров, Г. Каспаров и другие, заявили о намерении создать Всероссийское объединение избирателей в поддержку реформаторского курса Президента и правительства.
С этой целью 1—3 июля 1993 года в Москве в Центре либерально-консервативной политики прошли консультации, в которых приняли участие члены правительства, депутаты из Парламентской коалиции реформ, предприниматели, представители профессиональных и творческих союзов. В ходе консультаций была достигнута принципиальная договоренность о создании широкого объединения избирателей в поддержку проводимого Президентом и правительством курса реформ с целью консолидировать сторонников реформ на общей платформе. Было предложено и название такого объединения — «Выбор России». Предварительное согласие на участие в создании движения в поддержку реформ дали Общественный комитет демократических организаций России, блок «Демократический выбор», движение «Демократическая Россия», Российское движение демократических реформ, Республиканская партия РФ, депутаты из парламентских фракций «Радикальные демократы» и «Согласие ради прогресса», а также Ассоциация приватизируемых и частных предприятий, АККОР, представители независимых профсоюзов горняков и летного состава. Позднее ряд организаций отказались входить в новое объединение.
Участники консультаций взяли на себя обязанность, разбившись на группы, посетить все регионы России и привлечь к новому объединению сторонников реформ, «прежде всего предпринимателей, руководителей приватизированных предприятий, политических деятелей». Объединение ставило своей целью добиться выборов в новый парламент России не позднее осени 1993 года и «стремиться провести в парламент профессионалов-реформаторов, которые продолжат социально-экономические преобразования в нашей стране».
На консультациях были обсуждены программные цели формируемого объединения и способы их достижения. Среди них были
- создание в России цивилизованного конкурентного рынка и структурная перестройка экономики;
- борьба с инфляцией и укрепление национальной валюты;
- реформа системы налогообложения;
- сокращение государственных расходов;
- противодействие криминализации российской экономики и коррупции, борьба с преступностью;
- земельная реформа, возрождение крестьянства и создание эффективного сельскохозяйственного производства;
- создание условий для развития прикладной и фундаментальной науки, многонациональной культуры России;
- повышения эффективности социальной защиты нетрудоспособного населения;
- создание достойных условий воинской службы;
- сохранение окружающей среды;
- соблюдение политических и экономических прав граждан, формирование в России гражданского общества.

После событий сентября—октября 1993 года Исполнительный комитет блока реформистских сил выступил с заявлением в поддержку действий президента Б. Ельцина. Авторы заявления считали, что сложившиеся условия «дают обществу уникальный шанс для спокойного перехода к полноценной демократии», а также декларировали начало собственной активной предвыборной кампании и призывали все политические силы включиться в предвыборную борьбу.

## Формирование блока
16—17 октября 1993 года состоялся учредительный съезд блока «Выбор России». Первоначально его организаторы планировали учредить движение с фиксированным индивидуальным членством, что вызвало недовольство лидеров движения «Демократическая Россия» Л. Пономарёва и Г. Якунина, опасавшихся поглощения их организации. Во избежание раскола «Выбор России» был учрежден одновременно как общероссийское политическое движение и как предвыборный блок ряда движений и партий. Вот как описывает это один из видных деятелей «Демократической России» Владимир Боксёр: 
«В итоге мы приняли компромиссное решение. Я, со своей стороны обязался убедить большинство ДемРоссии поддержать итоговое решение… В итоге нам удалось убедить большинство наших сторонников в необходимости объединения усилий. Компромисс был достигнут вот на чем — все вместе мы войдем в предвыборное/избирательное объединение „Выбор России“, но не станем частью движения „Выбор России“ как самостоятельной политической организации».
.
Учредителями блока «Выбор России» стали политическое движение «Выбор России», (создано в октябре 1993 года, председатель — С. А. Ковалёв, в политический совет входили в том числе Е. Гайдар и Г. Бурбулис), Движение «Демократическая Россия», Партия Демократическая инициатива (создана 2 декабря 1993 года, председатель — П. Бунич) и Крестьянская партия России (создана 16 марта 1991 года, председатель — Ю. Черниченко, ранее входила в коалицию с Народной партией России, Российским христианско-демократическим союзом и Российской социально-либеральной партией). В блок «Выбор России» вошли также ряд представителей партий, которые формально не присоединились к блоку, в том числе Г. Якунин и В. Савицкий (РХДС), С. Сулакшин, А. Минжуренко, П. Филиппов (РПРФ), И. Сошников (СвДПР). Позже к блоку присоединилась Федеральная партия «Демократическая Россия», созданная в декабре 1993 года.
На съезде избран исполком блока из 40 человек: 25 делегированы коллективными членами, 15 избраны на индивидуальной основе. Председателем исполкома блока стал Е. Гайдар. Съезд включил в общефедерального часть списка кандидатов в Думу 19 человек. Возглавили список Е. Гайдар, В. Шумейко и Э. Памфилова. Рейтинговым голосованием были отобраны ещё 11 человек (С. Ковалёв, А. Чубайс, А. Козырев, Б. Фёдоров, Д. Волкогонов, С. Филатов, Ю. Черниченко, А. Емельянов (президент АККОР), П.Филиппов, М. Полторанин, П. Бунич). Кроме того съезд предоставил Е. Гайдару право включить в список ещё 5 кандидатов по своему усмотрению (ими стали П. Авен, А. Головков, Ю. Гусман, А. Мурашев, С. Юшенков). На следующий день П. Филиппов снял свою кандидатуру и начал создавать собственный предвыборный блок. Позже В. Шумейко и Ю. Черниченко сняли свои кандидатуры, выдвинувшись в Совет Федерации. На освобожденное В. Шумейко второе место в первой тройке передвинулся С. Ковалёв. Три освободившихся места в списке достались кандидатам, занявшим 12-е—14-е места при рейтинговом голосовании: А. Макарову, Г. Бурбулису, Б. Золотухину.

## Программа
На учредительном съезде избирательного объединения «Выбор России» была принята программа, описывающая основные приоритеты и направления законотворческой деятельности. Основой программных принципов стала триада «Свобода. Собственность. Законность». Особое внимание уделялось проблеме развития демократических свобод, формированию условий для развития малого и среднего предпринимательства, защите частной собственности.
Блок выступал за «дешёвое государство», действующее максимально эффективно «в ключевых областях обеспечения законности и правопорядка, защиты наиболее нуждающихся, обеспечении качественного образования, поддержания важнейших элементов производственной и социальной инфраструктуры». В качестве важной цели также ставилась необходимость «обеспечить инвесторам доступ к дешёвым кредитным ресурсам, поддержать рыночную процентную ставку на низком позитивном уровне», а также «снизить налоговую нагрузку до уровня, обеспечивающего динамичное развитие легальной частно-предпринимательской деятельности». Особую роль в программе предавалась развитию жилищного рынка: «Будучи принципиальными противниками льготных кредитов как системы, мы убеждены, что именно жилищный кредит является тем единственным исключением, на которое может и должно идти государство, несмотря на все тяготы переходного периода». Особо подчеркивалась также необходимость масштабной аграрной реформы, целью которой должно было стать «формирование эффективной структуры собственности в сельском хозяйстве». В сфере социальной политики провозглашалось, что основным её приоритетом должна стать «забота о людях, а не о малоэффективных предприятиях».
Указывалась необходимость разработки многоцелевой государственной программы по поддержке семьи, материнства и детства. Как отдельные приоритеты декларировалась деятельность в сфере создания нормальных материальных, социальных и жилищных условий для многодетных семей, социальная поддержка семей с хроническими больными детьми и детьми-инвалидами, а также помощь нетрудоспособным пенсионерам. Программа также содержала отдельные разделы, посвященные приоритетам в сфере экологической политики и продолжению приватизационной политики. Кроме того программа политического блока «Выбор России» содержала раздел, посвященный «формированию новой государственности», в котором, в том числе, подчеркивалось, что государственный строй страны должен быть основан на принципах «нового федерализма». В сфере военной политики декларировался курс на «постепенный переход к профессиональной армии, отличающуюся высоким уровнем подготовки и техническим оснащением». В качестве стратегической цели провозглашалось уменьшение процента военных расходов «до величин, характерных для развитых рыночных экономик».
В сфере внешней политики в качестве «естественных партнеров и союзников России» рассматривались «развитые демократические страны, а также государства идущие к демократии и устойчивой экономике». Что касается политики в ближнем зарубежье, то блок «Выбор России» выступил за активную защиту «прав и свобод россиян по происхождению в местах их постоянного проживания, включая право на свободную миграцию и выбор места жительства», а также за «восстановление вековых экономических, культурных и иных связей, общего пространства безопасности, всего того, что было нарушено в результате распада советской империи». При этом подчеркивалось, что блок выступает против политики «односторонних уступок по принципу „Дружба любой ценой“».
Фактический лидер блока «Выбор России» Е. Гайдар так обозначил основные ориентиры блока: «Мы можем, наверное, обещать немногое, но то, что принципиально важно, на мой взгляд, для страны — стабильную валюту, стабильную власть, стабильное законодательство, защищающее частную собственность, перераспределение государственных средств на защиту действительно нуждающихся».

## Отношение к политике президента России
В отношении политики президента России Бориса Ельцина блок занял позицию однозначной поддержки. Фактически «Выбор России» был позиционирован как пропрезидентская политическая сила. В то же время, сам президент не обозначил явно свою поддержку блоку «Выбор России», заняв позицию «над» всеми группами, стремясь не создавать явных ассоциаций между собой и каким-либо политическим объединением. Лидер блока Е. Гайдар отмечал, что позиция Ельцина была принципиально важной, поскольку «на деле он и есть наш естественный политический лидер» и «если на выборы идет четко обозначенный блок Ельцина, то и выбор для избирателей довольно прост и ясен: „за“ или „против“ его политики, начатой в 1991 году… и тогда есть серьёзные шансы на успех».
Г. Бурбулис, возглавлявший предвыборный штаб блока «Выбор России», также подчеркивал: «Нужно было убедить Бориса Николаевича поддержать „Выбор России“. Но поскольку я возможностей для доверительного контакта и какого-то воздействия на Бориса Николаевича уже не имел, то убедить его в необходимости такой поддержки должен быть Егор… Короче, Егор ходил к Ельцину, но ничего не добился». Сам Е. Гайдар вспоминал, что 10 октября 1993 года во время полёта вместе с президентом в Японию договорился с ним о том, что 17 октября он приедет на учредительный съезд «Выбора России», но уже по возвращении в Москву стало известно, что Б. Ельцин изменил своё решение. В сложившейся ситуации избирательный блок «Выбор России» продолжал позиционироваться как пропрезидентская сила, хотя раздавались голоса и против подобной тактики. Сторонником «отмеживания» от президента был, например, Г. Бурбулис, который замечал позднее: «С одной стороны мы президента поддерживаем, а с другой — президент к нам повернулся то ли боком, то ли спиной… если мы идем на риск выступать за идеи, за Ельцина, который сам этого не принимает, по крайней мере, публично это не поддерживает, то надо другой выбор делать. Надо идти на выборы, но уже не отождествлять себя с этой двусмысленной и, в общем-то, действительно рискованной позицией».

## Итоги выборов и оценка результатов
По итогам выборов, прошедших 12 декабря 1993 года, блок «Выбор России» занял второе место по партийным спискам (15,51 % или 8 339 345 голосов), уступив ЛДПР (25 %). По общефедеральному округу фракция получила 40 мест в Государственной Думе. В одномандатных округах победу одержали 24 кандидата, выдвинутых «Выбором России». Всего блок получил 64 места в Государственной Думе из 450. Позднее в думскую фракцию блока вступили ещё 14 депутатов, в том числе 11 из рекомендательного списка поддержки и трое отсутствовавших в списке поддержки. Таким образом блок «Выбор России» смог сформировать крупнейшую фракцию из 76 депутатов (фракция ЛДПР — только 59 депутатов).
В один день с думскими выборами прошли выборы в Совет Федерации, в результате которых в верхнюю палату российского парламента было избрано 40 кандидатов, включенных в список поддержки блока «Выбор России», в том числе Владимир Шумейко, ставший председателем Совета Федерации первого созыва (1994—1996).
Тем не менее, многими сторонниками «Выбора России» результаты были оценены как поражение (представители блока рассчитывали на контрольный пакет голосов в Госдуме). Так Е. Гайдар вспоминал, что результаты выборов были восприняты как неудача, в том числе и президентом: «Когда появились первые предварительные итоги, он даже позвонил мне и спросил, подтверждают ли наши данные те, что поступают по каналам Центризбиркома. Настроение у него было подавленное, пожалуй, такое же, как в ночь с 3 на 4 октября».
Анализируя причины недостаточно высокого количества голосов отданных за блок «Демократический выбор», Егор Гайдар отмечал отсутствие поддержки президента и его отмежевание от блока, а также разделение сил реформаторов — прежде всего участие в выборах ПРЕСа во главе с членом правительства С. Шахраем, а также избирательного блока «ЯБЛоко». Е. Гайдар утверждал, что предлагал С. Шахраю первое место в списке «Выбора России», но тот отклонил предложение. Впрочем, активный участник ПРЕС А. Шохин замечал, что причиной к активизации ПРЕСа во многом стало пренебрежение к его будущим лидерам в рамках деятельности «Выбора России»: «Октябрь 1993 года. Все в правительстве вроде бы объединились. Правительство — монолит. Формируется список „Выбор России“. Там нет меня, там нет Шойгу, нет Меликьяна, из министров нет ещё Калмыкова. Я Егора спрашиваю: „Егор, ты формируешь список?“ — „Да“. — „Можешь мне объяснить, почему многие члены кабинета мимо кассы пролетают?“. Он говорит: „Ну, вы же профессионалы-технократы, зачем вам политикой заниматься?“».
Один из активных участников предвыборной кампании «Выбора России» В. Боксёр позднее отмечал, что с точки зрения электоральных возможностей результат мог бы быть выше, но не кардинально («процентов 5 мы потеряли»), при этом главную причину потери части голосов он видит в неверном выстраивании отношений между центром и региональными активистами. В том числе, он упоминает о крупном внутреннем конфликтом, связанным с выдвижением кандидатов блоком.
Так или иначе блок «Выбор России» оказался в ситуации, когда не смог стать доминирующей в Думе фракцией, что создавало сложности в реализации намеченной им политики. Е. Гайдар подчёркивал особенную важность этого момента, во многом переломного для истории России: «Именно период осени-зимы 1993 года был поворотным пунктом, когда ошибки демократической власти оказали наиболее серьезное воздействие на дальнейшее развитие событий». В то же время, хотя и не сумев завоевать абсолютное большинство мест в Думе, блок «Выбор России» смог создать крупнейшую фракцию в Государственной Думе первого созыва и получил возможность для осуществления многих своих законодательных инициатив.